# Fortuna Bay
Fortuna Bay è una baia lunga 5 km (3 miglia) e larga circa 1,6 km (1 miglio), situata tra Cape Best e Robertson Point, vicino Atherton Peak sulla costa nord della Georgia del Sud. Essa venne intitolata a Fortuna, una delle navi della spedizione norvegese-argentina di caccia alle balene sotto il comando di C.A. Larsen che partecipò alla creazione della prima stazione baleniera permanente a Grytviken, Georgia del Sud, nel 1904–05.
Ocean Harbour, 35 km (22 miglia) a sud-est, era precedentemente noto come "New Fortuna Bay".
Questo articolo contiene materiale di pubblico dominio tratto dal documento "Fortuna Bay" di proprietà dello United States Geological Survey (contenuti forniti dal Geographic Names Information System).